# 卡萝拉·瑟贝里
卡萝拉·瑟贝里（瑞典語：Carola Söberg，1982年7月29日—），瑞典女子足球运动员，场上位置是守门员。她曾代表瑞典国家队参加2015年国际足联女子世界杯，结果队伍止步十六强。